# 장 (가구)

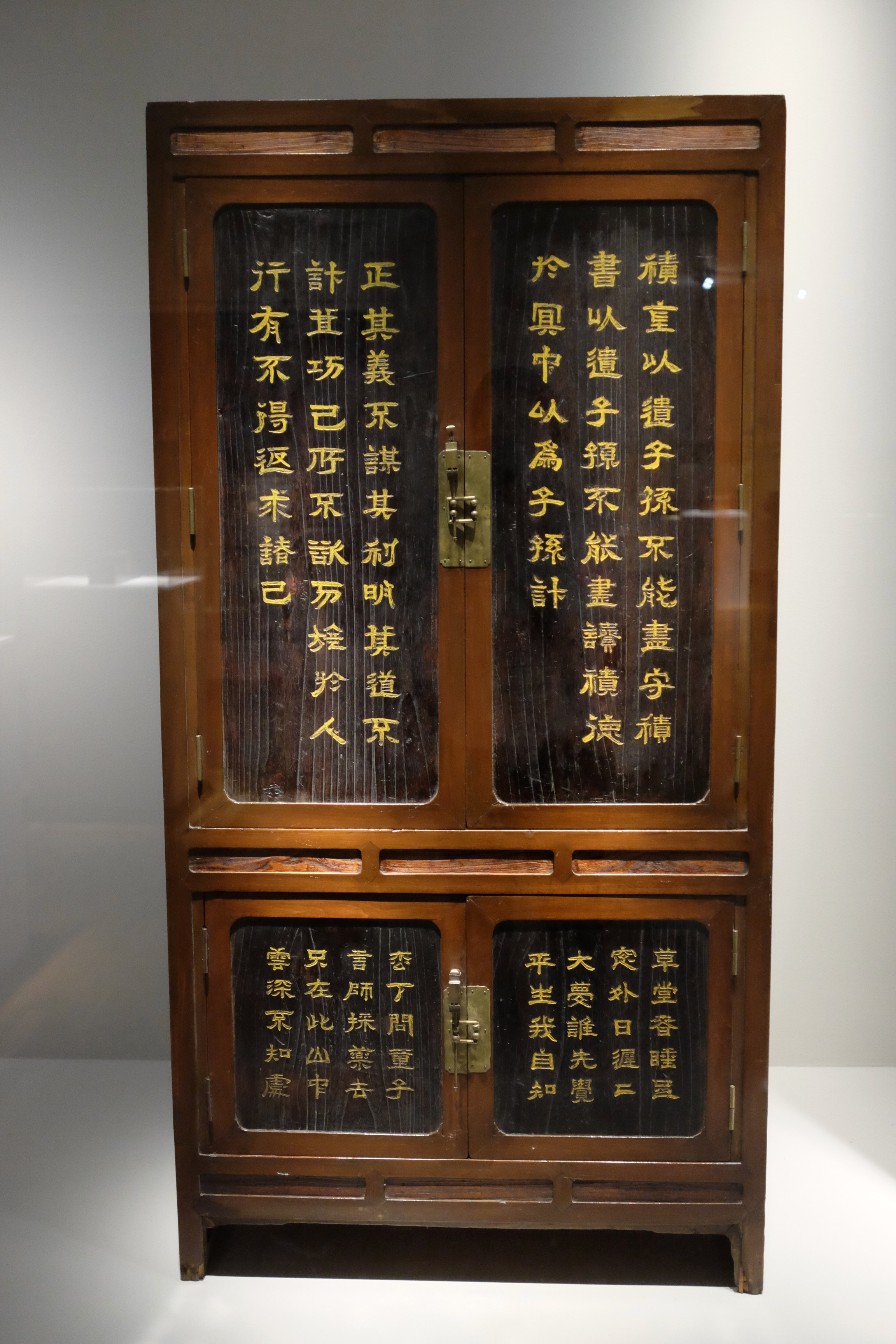
시명 의걸이장, 이화여자대학교 박물관 소장, 19세기, 조선

장(欌)은 옷이나 책, 그릇 등을 보관하는 가구의 일종이다. 농과 함께 장농으로 불린다. 

## 소개
한국 전통 가구에서 장이란 농과 달리 층이 구별되지 않는 특징이 있으며, 여러 층이 있어도 앞널과 측널은 하나로 구성된다. 본래 궤에서 발전한 것으로 보이며, 상하 여닫이에서 좌우 여닫이로 바뀌었고, 높이도 높아졌다. 옷장, 의걸이장, 책장, 반닫이장, 머릿장, 찬장, 문갑장 등이 있다.
옷장은 옷을 보관하기 위해 제작된 장으로, 주로 여성들이 안방에서 사용하였다. 단층장부터 오층장까지 있으나 주로 이층장이나 삼층장이 사용되었다. 층마다 여닫이문이 달려 있고, 여닫이문의 위와 아래에는 서랍과 같이 공간을 분할하는 장식이 있거나 실제로 서랍이 달려 있기도 하다.
의걸이장은 내부에 횃대에 의관을 걸어 보관하는 장의 일종으로 옷장이 주로 여성의 의복을 보관하는 데에 썼다면, 의걸이장은 주로 남성의 의복을 보관하는 데에 사용하였다. 주로 2층으로 구성되는 경우가 많고, 일층에는 신발이나 관모를 보관하였고, 이층에는 횃대를 설치하여 의관을 걸어 보관하였다. 윗층은 장의 형태를 하고, 아랫층은 반닫이의 모양을 한 장의 일종이다. 윗층에는 자주 입는 옷을 보관하고, 아랫층에는 자주 입지 않는 옷을 보관하였다. 일반적 구조는, 두껍고 폭이 넓은 널빤지로 튼튼하게 짜며 판재끼리 사개물림을 하고 감잡이와 경첩 등의 쇠장식을 달아 한층 견고하게 보강한다.
책장은 주로 사랑방에 놓고 책을 보관하던 장의 일종이다. 책을 꺼내기 쉽도록 문판 양옆의 머름판의 수가 적고 문판 하부의 머름칸이 없는 경우도 있다. 대개 이층과 삼층으로 이뤄져 있으며, 각 층마다 여닫이문을 따로 단 형태와 하나의 긴 문을 달고 층널을 설치한 행태가 있다. 책장을 세워서 꽂는 형태가 아니라 뉘여서 쌓는 형태로 책을 보관하였다. 찬장은 대청이나 찬방에 두고 그릇이나 반상을 보관하던 장의 일종이다. 
윗층은 장의 형태를 하고, 아랫층은 문갑의 형태를 한 장은 문갑장이라고 하였고, 방에서 머릿맡에 놓고 물건을 보관하는 장은 머릿장이라고 하였다.

## 같이 보기
- 농